# Мінла омейська
Мі́нла омейська (Liocichla omeiensis) — вид горобцеподібних птахів родини Leiothrichidae. Ендемік Китаю.

## Опис
Довжина птаха становить 20,5 см. Забарвлення переважно сірувато-оливкове. На крилах червоні плями. Обличчя сіре, на скронях червоні плямки. У самця яскраво-оранжево-червоні гузка і кінчик хвоста, у самиць жовті. Омейським мінлам притаманний музикальний щебет і свист.

## Поширення і екологія
Омейські мінли є ендеміками гір Емейшань в провінції Сичуань. Вони живуть в підліску вологих субтропічних і вічнозелених широколистяних лісів, в чагарникових і бамбукових зарстях. Влітку зустрічаються на висоті від 1400 до 2400 м над землею, взимку мігрують в долини, на висоту від 500 до 1400, де зимують в чагарникових заростях. Живляться плодами і безхребетними. Сезон розмноження триває з кінця квітня по кінць серпня.

## Збереження
МСОП класифікує цей вид як вразливий. За оцінками дослідників, популяція омейських мінл становить від 1500 до 7000 птахів. Їм загрожує знищення природного середовища.